# زمین‌لرزه ۱۹۷۷ ورانتسئا
زمین‌لرزه ورانتسئا در تاریخ ۴ مارس ۱۹۷۷ میلادی، برابر با ‎۱۳ اسفند ۱۳۵۵، ساعت ۱۹:۲۱:۵۴ به زمان یوتی‌سی در رومانی ، منطقه ورانتسئا رخ داد. ژرفای این زلزله ۸۸٫۶ کیلومتر بود، و بزرگی آن ۷٫۵ در مقیاس Mw اعلام شده‌است. زمین‌لرزه به وقت محلی در روز جمعه، ساعت ۲۱ روی داده و منطقه زمانی آن یوتی‌سی +۲ بوده‌است (با لحاظ تغییر ساعت تابستانی).
سازمان زمین‌شناسی آمریکا نیز رومرکز این زمین‌لرزه را در مختصات ۴۵°۴۶′۱۹″شمالی ۲۶°۴۵′۴۰″شرقی / ۴۵٫۷۷۲°شمالی ۲۶٫۷۶۱°شرقی و ژرفای آن را در ۹۴ کیلومتر گزارش کرده‌است. بزرگی برگزیدهٔ این سازمان از میان بزرگیهای محاسبه‌شدهٔ مختلف ۷٫۲ در مقیاس ریشتر بوده و از دید اثر، در میان چهار دسته‌بندی «نامحسوس»، «محسوس»، «زیان‌آور» یا «با تلفات»، زلزله را «با تلفات» اعلام کرده‌است.
پروژهٔ «تنسور گشتاور مرکزوار» زاویه‌های (راستا، شیب، ریک) گسل سازندهٔ زمین‌لرزه و صفحه عمود بر آن را (°۵۰، °۲۸، °۸۶) یا (°۲۳۵، °۶۲، °۹۲) و نوع گسل را «معکوس» فرارسانده‌است.
شمار کشتگان زلزله حدود ۱۵۸۱ نفر بوده‌است.تعداد زخمیان ۱۰۵۰۰ نفر برآورده شده‌است.بی‌خانمان شدگان نیز ۱۷۵۰۰۰ نفر اعلام شده‌است.